# Halálcsapda
A Halálcsapda (eredeti cím: Deathtrap) 1982-ben bemutatott amerikai filmvígjáték, melyet Sidney Lumet rendezett. A film alapjául Ira Levin Deathtrap című színdarabja szolgált, a forgatókönyvet Jay Presson Allen írta. A főbb szerepekben Michael Caine, Dyan Cannon és Christopher Reeve látható.
Az Amerikai Egyesült Államokban 1982. március 19-én mutatták be.

## Cselekmény
Sidney Bruhl, a híres drámaíró legújabb darabja is csúfos bukásnak bizonyul a Broadwayen. Hazatér fényűző Long Island-i otthonába feleségéhez, Myrához. Bár anyagi helyzetük lehetővé tenné számára a nyugdíjba vonulást, Bruhl vágyik a szakmai sikerre. Egyik tanítványától, Clifford Andersontól kap egy Halálcsapda című kéziratot és Bruhl szinte tökéletesnek találja azt. Anderson visszajelzést szeretne kapni tanárától, ő azonban ördögi tervet eszel ki: meg akarja ölni a fiút és sajátjaként kiadni a művét. Myra megdöbbenve veszi tudomásul férje ötletét.
A drámaíró meghívja színpadi kellékként használt fegyverekkel dekorált otthonába a diákot, közösen átnézni annak színdarabját. Az este folyamán Myra kétségbeesetten próbálja rávenni Bruhlt, dolgozzon együtt Andersonnal, mint egyenrangú partnerével, mindhiába. Bruhl megtámadja és egy lánccal megfojtja tanítványát. Helga Ten Dorp, a szomszédban lakó látnok váratlanul meglátogatja őket és fájdalmat, illetve halált érez a házban. Távozása előtt figyelmezteti Bruhlt, óvakodjon egy csizmás férfitól, mert nemsokára az életére fog törni.
Lefekvéshez készülődve Myra megbékél férje tetteivel, bár a gyenge idegzetű nő folyamatosan azt gyanítja, valaki van rajtuk kívül a házban. Anderson váratlanul betör hálószobájuk ablakán keresztül és egy fadarabbal összeveri tanárát. Üldözni kezdi Myrát a házban, aki szívrohamot kap és összeesve meghal. Bruhl a földszinten csatlakozik a fiúhoz és szenvedélyesen megcsókolják egymást: kiderül, valójában homoszexuális szeretők és az egész gyilkossági ügy egy szövevényes terv volt a gazdag feleség megöléséhez. 
Anderson beköltözik a házba és együtt kezdenek dolgozni. Bruhl alkotói válságban szenved, de tanítványa akadálytalanul írja színművét, melyet a fiókban elzárva tart. Szeretője megpróbálja feltörni azt, sikertelenül, ezért a megfelelő pillanatban kicseréli partnere művét egy másikra. Elborzadva veszi tudomásul, hogy Anderson Myra megölésének történetét vetette papírra és azt akarja felhasználni Halálcsapda című darabjához. Kérdőre vonja a férfit, ám ő Bruhl beleegyezése nélkül is a mű publikálását tervezi. Részesedést ajánl fel partnerének, aki gyanakodni kezd, hogy a fiú szociopata, de látszólag mégis belemegy az egyezségbe. Pár nappal később Ten Dorp ismét beugrik hozzájuk, találkozik Andersonnal és figyelmezteti Sydneyt: ő a csizmás férfi.
Bruhl arra kéri Andersont, fegyverkezzen fel egy bárddal, eljátszva egy színpadi jelenetet, míg ő maga pisztolyt ragad. Le akarja lőni társát, később önvédelemre hivatkozva a hatóságok előtt, így szabadulva meg a Halálcsapda kéziratától. Bruhl fegyvere azonban üres, mert a gyanakvó Anderson korábban kiürítette azt és egy másik pisztolyt töltött meg a töltényekkel. Anderson most arra kényszeríti társát, bilincselje magát egy székhez, amíg ő összecsomagol és távozik. Megfenyegeti őt, hogy ne merészeljen az útjába állni a színdarab megvalósításában. A bilincsek azonban nem igaziak, korábban Harry Houdini tulajdonában voltak, Bruhl ezért könnyedén kiszabadul. Megragad egy számszeríjat és egy lövéssel ártalmatlanná teszi szeretőjét. Mielőtt a testet eltüntethetné, vihar tör ki és áramszünet lesz a házban. Ten Dorp jelenik meg, aki úgy érezte, Bruhl élete veszélyben van és segíteni akar neki.
A nő rádöbben, hogy Bruhl ölte meg Myrát és fegyvert szegez rá. Anderson magához tér és elgáncsolja Ten Dorpot. Dulakodás tör ki a fegyverért, Anderson felveszi a baltát és tanárára támad… a jelenet ekkor átvált önmaga színpadi változatára, egy teltházas előadásra. A színpadon az Andersont és Bruhlt alakító színészek látszólag megölik egymást, így a nő kerül ki győztesen a küzdelemből. A közönség tapsviharban tör ki, melyet a kulisszák mögött Ten Dorp, a Halálcsapda című sikeres színmű szerzőnője diadalittasan vesz tudomásul.

## Szereplők
| Szerep            | Színész                  | Magyar hang    |
| ----------------- | ------------------------ | -------------- |
| Sidney Bruhl      | Michael Caine            | Fülöp Zsigmond |
| Clifford Anderson | Christopher Reeve        | Gáspár Sándor  |
| Myra Bruhl        | Dyan Cannon              | Halász Judit   |
| Helga Ten Dorp    | Irene Worth              | Hacser Józsa   |
| Porter Milgrim    | Henry Jones              | (n. a.)        |
| Seymour Starger   | Joe Silver               | Kaló Flórián   |
| „Önmaga”          | Stewart Klein (kritikus) | Izsóf Vilmos   |
| „Önmaga”          | Jeffrey Lyons (kritikus) | Csernák János  |
| „Önmaga”          | Joel Siegel (kritikus)   | Szabó Ottó     |

## Fordítás
- Ez a szócikk részben vagy egészben  a   Deathtrap (film) című angol Wikipédia-szócikk fordításán alapul.  Az eredeti cikk szerkesztőit annak laptörténete sorolja fel. Ez a jelzés csupán a megfogalmazás eredetét és a szerzői jogokat jelzi, nem szolgál a cikkben szereplő információk forrásmegjelöléseként.

## Kapcsolódó szócikk
- A mesterdetektív (1972) – hasonló témájú film, szintén Michael Caine főszereplésével